# 櫻井正毅
櫻井 正毅（さくらい まさき、1944年 - ）は、東京都豊島区出身のクラシック・ギター製作家。

## 経歴・人物
1967年上智大学電気電子工学科卒業。
クラシック・ギター製作を河野賢に学ぶ。
1988年第4回パリ国際ギター製作コンクール第1位。

## その他
株式会社現代ギター社 前・代表取締役社長。
| スタブアイコン | サブスタブ | この項目は、まだ閲覧者の調べものの参照としては役立たない、人物に関連した書きかけの項目です。この項目を加筆・訂正などしてくださる協力者を求めています（P:人物伝/PJ:人物伝）。 |